# Mercedes-Benz W 149
La Mercedes-Benz W 149, appelée Type 170 SV ou Type 200 V, était une voiture de sport tout-terrain produite par Daimler-Benz AG de 1938 à 1939 avec la même carrosserie de roadster que la Type 170 VS (W 136 S).
La société a soumis un total de 30 voitures de sport tout-terrain, certaines de Type 170 SV et d'autres de Type 200 V, à l'essai hivernal des véhicules à moteur de 1938, organisé par le gouvernement du Reich en tant que compétition de sport automobile, mais où l'utilité de guerre des automobiles de série était en fait secrètement être testée. Les véhicules étaient des roadsters biplaces et avaient un moteur quatre cylindres en ligne à soupapes en tête avec une cylindrée de 2 007 cm3 et une puissance de 53 ch (39 kW) à 3 600 tr/min avec un seul carburateur ou de 64 ch (47 kW) à 3 500 tr/min avec deux carburateurs. Les véhicules atteignaient ainsi 116 km/h ou 120 km/h.
La 170 SV avait un châssis renforcé et des pneus tout-terrain, tandis que la 200 V était équipée d'un châssis normal et de pneus de route. Les deux types avaient des transmissions à cinq vitesses avec un levier de vitesse central, des freins à tambour à commande hydraulique sur les quatre roues et une lubrification centrale.
Les deux types de véhicules n'étaient pas disponibles à la vente libre.
La W 149 I est le modèle 170 SV, qui est répertorié dans la série W 136 S.

## Production W 149 II

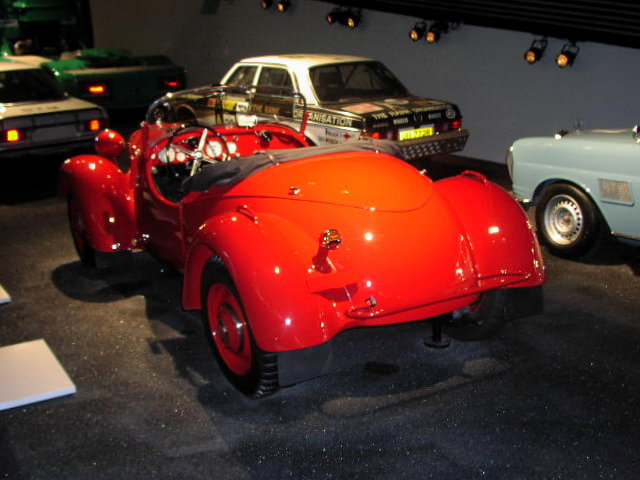
Mercedes-Benz 200 V (1938)

| Année    | 1938 | 1939 | total |
| -------- | ---- | ---- | ----- |
| W 149 II | 27   | 4    | 31,   |